# Sybistroma golanicus
Sybistroma golanicus är en tvåvingeart som först beskrevs av Grichanov 2000.  Sybistroma golanicus ingår i släktet Sybistroma och familjen styltflugor.
Artens utbredningsområde är Israel. Inga underarter finns listade i Catalogue of Life.